# Гедра Радвилавичуйте
Гедра Радвилавичуйте (на литовски: Giedra Radvilavičiūtė) е литовска журналистка и писателка на произведения в жанра есе.

## Биография и творчество
Гедра Радвилавичуйте е родена на 5 март 1960 г. в Паневежис, Литва. През 1983 г. завършва литавска филология във Вилнюския университет. След дипломирането си, в периода 1983 – 1986 г. работи като учителка в провинцията в Северна Литва. През 1986 г. се премества във Вилнюс, където работи като журналист.
През 1987 г. се омъжва за лингвиста Гедриус Субачиус. Имат дъщеря – Дауканте.
В периода 1994 – 1997 г. живее със семейството си в Чикаго, където съпругът ѝ е преподавател в Университета на Илинойс, и двамата издават литовски и пруски книги на библиотеката на „Newberry“ в Чикаго. След завръщането си във Вилнюс работи като езиков редактор в правителствена институция.
Дебютира като писател на през 1986 г., но се насочва към писателската си кариера през 1999 г., когато започва да публикува есета в културната преса. През 2002 г. пет нейни есета са публикувани в колективния сборник с есета „Siužetą siūlau nušauti“ (Предлагам да се снима сюжета). През 2004 г. е публикуван първият ѝ самостоятелен сборник с есета „Планирани моменти“.
През 2010 г. е издаден сборникът ѝ с есета „Šiąnakt aš miegosiu prie sienos“ (Тази вечер ще спя до стената). През 2012 г. книгата получава наградата за литература на Европейския съюз. Есето ѝ от сборника – „Teksto trauka“ (Извличане на текст), е включено в сборника „Най-добра европейска художествена литература 2010“. През 2015 г. е удостоена с Литовската национална награда за култура и изкуства.
През 2018 г. е издаден сборникът ѝ „Tekstų persekiojimas: Esė apie rašytojus ir žmones“ (Преследване на текстове: есета за писатели и хора). Творбата се характеризира с дисциплиниран разказ, вложки от световната култура и литература, живи герои, остроумие, черен хумор.
Гедра Радвилавичуйте живее със семейството си в Вилнюс.

## Произведения

### Сборници
- Suplanuotos akimirkos (2004)
- Šiąnakt aš miegosiu prie sienos (2010) – награда за литература на Европейския съюз
- Tekstų persekiojimas: Esė apie rašytojus ir žmones (2018)